# Легенда села Ілемня, Долини та Долинщини
Матеріал взято з книги “Долина. Три погляди з минулих літ”
Докладно аналізуючи цю легенду можемо взяти за основу рік 979 (в кінці статті буде тлумачення чому саме цей рік)

Одного дня дід Івор розповів своєму онукові Афтаназію, 24-річному молодикові, таку історію.

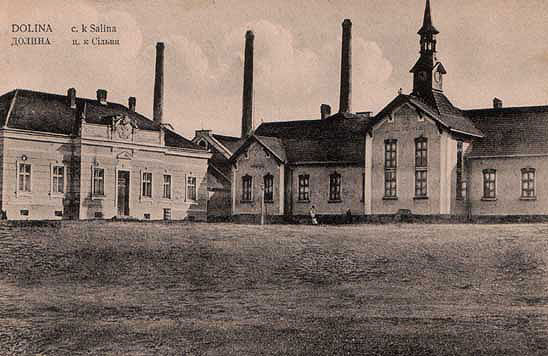
Стара солеварня

В селі Ілемня (село в Долинському повіті, за 14 кілометрів на південь від Долини] мешкав руський князь Андрійович, котрий займався вівчарством. Був чи не найзаможнішим в околиці, бо йому належали лісові масиви поміж Дністром, Свічею, Чечвою і гірським ланцюгом у Сенечові й Вишкові. Південний гірський ланцюг у Сенечові розмежовував його терени з сусідніми маєтностями князя Ратілли. 3 Ратіллою князь Андрійович підтримував добросусідські стосунки.
Саме на цих теренах випасав князь свої багаточисельні отари, пересуваючись з місця на місце. Певного часу дійшов з ними до липових лісів (правдоподібно, ліси в околиці Долини
, звані як Липівці, Липівка). Саме тоді найстаріший баран-вожак що є сили погнався в північному напрямку. За ним подалася вся отара, зупинити чи завернути яку не було жодної можливості. Князь разом з пастухами подався слідами отари і вони добулися до соляних джерел на місці теперішнього міста Долина. Береги тих джерел були білі, ніби вкриті памороззю. Здивований князь спробував на смак ту паморозь і розпізнав у ній справжню сіль. Відразу розкинув на цьому місці табір. Пастухи спочатку визбирували сіль з берегів. Але потім переконалися, що при виварюванні набраної з сивого потоку води на дні посудини осідає сіль. [Припускають, що цей сивий потік нині має назву Сівка). Вони розпочали її варити, вбиваючи (в оригіналі [літопису <топтали») в ємкості з березової кори і висушуючи на сонці. Коли таким способом наготували достатню кількість солі, то всі повернулися до Ілемні, де їх дуже урочисто зустріли, дякуючи за віднайдений скарб. Також з цього приводу впродовж тривалого часу на гірських вершинах палили вогнища і складали подяку богам за віднайдення солі.

Герб Долини

Цією радісною звісткою князь Андрійович незабаром поділився зі своїм сусідом Ратіллою, подарувавши йому на знак своєї приязні п'ять топок солі (через які і ймовірно утворився герб міста Долина). Через деякий час обидва князі зібралися в дорогу і, взявши зі собою багато- чисельний супровід, багато коней, котли для виварювання солянки, вирушили в бік соленосної долини. Однак ця виправа не була для них вдалою. Вони довший час блукали лісовими нетрями, але соляних джерел відшукати не змогли. Вимучені й розчаровані в своїх сподіваннях, повернулися без нічого додому, подолавши виснажливу гору під назвою «Яйце» [Яйце, Яйко, гірський хребет заввишки 1600 метрів над рівнем моря, котрий іде паралельно з хребтом Аршиця]. Князь Андрійович ще кілька разів робив спроби самотужки розшукати соленосну долину, однак безуспішно. Не допомагали навіть пожертви богам. Після того, порадившись зі старшими й досвідченішими мужами, вирішив вдатися до бога Перуна до Бубнища і дарами прихилити до себе його милість, свято вірячи в те, що цей бог вислуха його і вкаже шлях до благословенної долини. Але перед тим, як вдатися до виконання цього задуму, подався до князя Ратілли і вирішили спільно з ним офірувати Перунові колись подаровані п'ять топок солі, котрі дотепер зберігалися у Ратілли неторкнутими, а також пожертвувати 40 найкращих овечок. Через небагато часу прибули до Бубнища, склали богові Перунові дари і почули з уст жреця наступну відповідь бога: - Ті самі очі й ті самі ноги, котрі запровадили князя Андрійовича до соленосної долини, запровадять його туди і вдруге. А соленосна долина стане славною на схід, захід, північ і південь. Хто ж здобув п'ять топок, той здобуде в короткому часі й сиву воду.
Отримавши таку відповідь, князі повернулися додому і втратили будь-яку надію віднайти соленосну долину. Тим часом надійшла осіння пора, з дерев опало листя, пастухи перегнали отари князя Андрійовича з гори Аршиця до Ілемні, бо вершину гори вже почав вкривати сніг. Пастухи прихопили з собою всі наготовлені запаси сиру і погнали отари в бік північних рівнин.
Але як тільки подолали гору Кут [Гора Кут, 561 метр над рівнем моря, знаходиться за 5. км на північ від Долини). той самий старий баран-вожак з усією отарою помчав у бік північних лісів. Князь чвалом погнав коня вслід отарі й віднайшов овець у тій самій соленосній долині. В околиці тої «сивої води» князь наказав розбити намети і розпочати виварювати сіль. На околичних південних горах встановив знаки, а на Знесінню було споруджено високу вежу, на котрій встановили силует барана, виплетений зі смерекового і ялинового гілля, який ніс на своєму хребті пять великих колод. котрі ознаменовували п'ять топок солі. Пізніше князь наказав зробити в лісі просіку і прокласти до Ілемні дорогу, після чого разом з князем Ратіллою поселився в соленосній долині. Князь Андрійович замешкав над Сівкою, а князь Ратілла в сусідньому селі Рахиня. Докладно аналізуючи вищевикладену легенду, котра має всі підстави для правдоподібності, можемо взяти за основу рік 979 як рік відкриття соляних джерел у Долині, беручи до уваги дату запису цієї легенди о. Теоклістом, тобто рік 1112, вік Афтаназія Хорби, тобто 113 і враховуючи ту обставину, що батько Хорби, підступно вбитий, мав років 20, коли народився його син Афтаназій (1112-113 + 20 = 979). Від давньої вежі, а опісля кляштору Отців Василіан, тепер не залишилося й найменшого сліду. Однак у гербі міста Долини фігурують п'ять топок солі, котрі там зображені, вочевидь, у зв'язку з поданою вище легендою...